# تشارلز دبليو. روارك
تشارلز دبليو. روارك هو سياسي أمريكي، ولد في 22 يناير 1887 في غرينفيل في الولايات المتحدة، وتوفي في 5 أبريل 1929 في لويفيل في الولايات المتحدة. نشط حزبياً في الحزب الجمهوري. وقد انتخب عضو مجلس النواب الأمريكي ‏.